# Pierre Fontaine (compositeur)
Pour les articles homonymes, voir Fontaine et Pierre Fontaine.
Pierre Fontaine (né en 1380 à Rouen et mort vers 1450) est un compositeur français durant la période de transition entre la fin du Moyen Âge et la Renaissance, et était membre de l'École bourguignonne de compositeurs. Plutôt connu à l'époque, il semble que la plupart de sa musique ait probablement été perdue. Toute sa musique est séculaire et ses compositions sont des chansons.

## Biographie
Pierre Fontaine est né à Rouen et il est présumé qu'il y ait eu ses premiers enseignements musicaux. Vers 1403, il chanta dans la chapelle de Philippe II de Bourgogne jusqu'à ce qu'il en soit renvoyé en 1404, année où il devient ensuite clerc à la Sainte Chapelle de Bourges. Il y restera pendant au moins trois ans.
Il fut également chanteur à la chapelle de la cour de Bourgogne, après sa reconstitution à la suite d'une petite période d'activité, par Jean Ier de Bourgogne, récemment nommé duc de Bourgogne, en 1415. Lorsque le duc mourut en 1419, Pierre quitta la chapelle et alla dans le nord de l'Italie, joignant les chanteurs de la chapelle du pape Martin V, où il est probablement resté jusqu'au début des années 1420. Vers la fin de cette décennie, il retourna en Bourgogne, où il chanta à nouveau pour la chapelle de la cour, cette fois-ci sous Philippe III de Bourgogne où il resta au moins jusqu'en 1447. Il n'y a aucune trace de sa mort, bien qu'un remplaçant fût nommé en 1451, ce qui laisse croire qu'elle pourrait être survenue durant cette période.

## Musique et influences
Sept compositions de Fontaine ont été retrouvées, comptant six rondeaux et une ballade. Toutes les pièces du compositeur étaient pour trois voix.
Ses pièces contenaient certains éléments inhabituels. Par exemple, J'ayme bien celui qui s'en va, un rondeau, incluait l'inhabituelle direction "contra tenor trompette" pour la voix la plus grave, indiquant que cette partie devait être jouée à la trompette à coulisse. Non seulement cela était-il rare de voir dans une pièce la requête d'un instrument spécifique à cette époque, mais les pièces exigeaient parfois des notes sous les registres habituels des voix au XVe siècle. Par exemple, l'indication à la trompette à coulisse descendait plus bas que le sol grave habituel. Certains ont suggéré que Fontaine n'a pas écrit cette partie lui-même, puisque cette particularité n'apparaît que dans l'une des sources dans lesquelles le rondeau a survécu.
Les musiques de Fontaine sont pour certaines concises : une traduction de Pastourelle en un vergier en notation musicale moderne contient uniquement 11 barres de mesure. Son style musical est simple, plaçant la mélodie au-dessus des voix, comme les compositions typiques de la Bourgogne à l'époque.

## Œuvres
- À son plaisir volentier serviroye (rondeau)
- De bien amer (rondeau)
- J'ayme bien celui qui s'en va (rondeau)
- Mon cuer pleure (rondeau)
- Pastourelle en un vergier (ballade)
- Pour vous tenir/Mon doulx amy (rondeau)
- Sans faire de vous departie (rondeau)

## Divers
Une rue de Rouen, sa ville natale, porte son nom.